# Macairea neblinae
Macairea neblinae är en tvåhjärtbladig växtart som beskrevs av John Julius Wurdack. Macairea neblinae ingår i släktet Macairea och familjen Melastomataceae. Inga underarter finns listade i Catalogue of Life.